# Never Forget (chanson de Greta Salóme & Jónsi)
Pour les articles homonymes, voir Never Forget.

Never Forget (n'oublie jamais) , est la chanson du duo islandais Greta Salóme & Jónsi qui représente l'Islande au Concours Eurovision de la chanson 2012 à Bakou, en Azerbaïdjan.

## Eurovision 2012
La chanson est sélectionnée le 11 février 2012 lors d'une finale nationale sous le titre "Mundu eftir mér" (Souviens-toi de moi). Elle est traduite en anglais spécialement pour l'Eurovision.
Elle participe à la première demi-finale du Concours Eurovision de la chanson 2012, le 22 mai 2012.